# Giro del Trentino Alto Adige-Südtirol
De Giro del Trentino Alto Adige-Südtirol (Memorial Audenzio Tiengo) was een meerdaagse wielerwedstrijd voor vrouwen in de regio Trentino-Zuid-Tirol in Italië. Door financiële problemen werd in 2014, 2015 en 2017 alleen een eendagswedstrijd gehouden. Ook in 2012 werd al een van de drie etappes geschrapt. De wedstrijd viel in de UCI 2.1-categorie en als eendagswedstrijd in de 1.1-categorie. Na 2017 werd de wedstrijd niet meer georganiseerd.
De eerste editie werd in 1994 gewonnen door Imelda Chiappa. Het record staat met vijf overwinningen op naam van Fabiana Luperini; zij werd ook vijf maal tweede. Nog nooit won een Nederlandse of Belgische renster. Wel werden in 2016 alle etappes en klassementen gewonnen door de Nederlandse ploeg Rabo-Liv: de Poolse Katarzyna Niewiadoma won de eerste etappe, het jongeren-, het berg- en het eindklassement, het team won de ploegentijdrit en Thalita de Jong won de laatste etappe en het puntenklassement.
De wedstrijd dient niet verward te worden met de Giro del Trentino, een etappewedstrijd voor mannen die in april wordt verreden en die sinds 2017 Tour of the Alps heet.

## Erelijst
| Jaar  | Winnaar              | Tweede                 | Derde                  |
| ----- | -------------------- | ---------------------- | ---------------------- |
| 1994  | Imelda Chiappa       | Roberta Bonanomi       | Fabiana Luperini       |
| 1995  | Fabiana Luperini     | Roberta Bonanomi       | Sigrid Corneo          |
| 1996  | Fabiana Luperini     | Alessandra Cappellotto | Vera Hohlfeld          |
| 1997  | Pia Sundstedt        | Fabiana Luperini       | Barbara Heeb           |
| 1998  | Monica Bandini       | Fabiana Luperini       | Joane Somarriba        |
| 1999  | Fabiana Luperini     | Svetlana Bubnenkova    | Pia Sundstedt          |
| 2000  | Pia Sundstedt        | Fabiana Luperini       | Svetlana Bubnenkova    |
| 2001  | Zinaida Stahoerskaja | Fabiana Luperini       | Rosalisa Lapomarda     |
| 2002  | Fabiana Luperini     | Nicole Brändli         | Zinaida Stahoerskaja   |
| 2003  | Luisa Tamanini       | Susanne Ljungskog      | Jolanta Polikevičiūtė  |
| 2004  | Tina Liebig          | Zinaida Stahoerskaja   | Modesta Vžesniauskaitė |
| 2005  | Svetlana Bubnenkova  | Nicole Brändli         | Judith Arndt           |
| 2006  | Svetlana Bubnenkova  | Nicole Brändli         | Edita Pučinskaitė      |
| 2007  | Edita Pučinskaitė    | Fabiana Luperini       | Svetlana Bubnenkova    |
| 2008  | Fabiana Luperini     | Mara Abbott            | Claudia Häusler        |
| 2009  | Nicole Cooke         | Carla Ryan             | Svetlana Bubnenkova    |
| 2010  | Emma Pooley          | Judith Arndt           | Claudia Häusler        |
| 2011  | Judith Arndt         | Emma Johansson         | Tatiana Guderzo        |
| 2012  | Linda Villumsen      | Olga Zabelinskaya      | Emma Pooley            |
| 2013  | Evelyn Stevens       | Tatiana Guderzo        | Tatiana Antoshina      |
| 2014* | Valentina Scandolara | Giorgia Bronzini       | Rossella Ratto         |
| 2015* | Amanda Spratt        | Anna Stricker          | Lara Vieceli           |
| 2016  | Katarzyna Niewiadoma | Claudia Häusler        | Soraya Paladin         |
| 2017* | Nikola Nosková       | Hanna Nilsson          | Sina Frei              |

* = Deze editie was een eendagswedstrijd.

#### Meervoudige winnaars
| Overwinningen | Renster             | Land    | Jaren                        |
| ------------- | ------------------- | ------- | ---------------------------- |
| 5             | Fabiana Luperini    | Italië  | 1995, 1996, 1999, 2002, 2008 |
| 2             | Pia Sundstedt       | Finland | 1997, 2000                   |
| 2             | Svetlana Bubnenkova | Rusland | 2005, 2006                   |

#### Overwinningen per land
| Overwinningen | Land                                                                               |
| ------------- | ---------------------------------------------------------------------------------- |
| 9             | Italië                                                                             |
| 2             | Duitsland, Finland, Rusland, Verenigd Koninkrijk                                   |
| 1             | Australië, Litouwen, Nieuw-Zeeland, Polen, Tsjechië, Verenigde Staten, Wit-Rusland |